# Тимашёвский район
Тимашёвский район — административно-территориальная единица и муниципальное образование (муниципальный район) в составе Краснодарского края России. 
Административный центр — город Тимашёвск.

## География
Тимашёвский район расположен в географическом центре края, к северу от Краснодара. Район граничит на севере с Приморско-Ахтарским и Брюховецким районами, на юге — с Динским, на юго-западе с Калининским, на востоке — с Кореновским районом. Площадь района — 1506,4 км².

## История
- Тимашёвский район в составе Кубанского округа Северо-Кавказского края был образован 11 февраля 1927 года в результате переноса центра Медвёдовского района в станицу Тимашёвскую и переименования района в Тимашёвский. Первоначально район включал в себя 16 сельских советов: Бойкопонурский, Гречанобалковский, Дербентский, Днепровский, Зареченский, Казаче-Кирпильский, Ленинский, Малининский, Медвёдовский, Могукоро-Гречаный, Поповичевский, Сергиевский, Старовеличковский, Тимашёвский, Тополи, Хмельницкий.
- С 10 января 1934 года район в составе Азово-Черноморского края.
- 31 декабря 1934 года в результате разукрупнения часть территории района вошла в состав вновь образованного Кагановического района с центром в станице Поповичевской.
- С 13 сентября 1937 года Тимашёвский район в составе Краснодарского края.
- 22 августа 1953 года в состав района вошёл Роговской сельсовет упраздненного Роговского района.
- 1 февраля 1963 года был образован Тимашевский сельский район[6].
- 11 февраля 1963 года в состав района вошли территории упраздненных Калининского и Приморско-Ахтарского районов.
- 12 января 1965 года Приморско-Ахтарский район был восстановлен в прежних границах.
- 5 апреля 1978 года из состава Тимашёвского района в восстановленный Калининский район были переданы Калининский, Куйбышевский и Старовеличковский сельсоветы.
- В 1990 году Тимашевску был присвоен официальный статус города, лицами подписания такого поручения стали глава Тимашевского района Ломач М.М. и его заместитель Теляшев О.Н.
- В 1993 году была прекращена деятельность сельских Советов, территории сельских администраций преобразованы в сельские округа.
- В 2005 году в муниципальном районе были образованы 1 городское и 9 сельских поселений.

## Население
| 1939     | 1959     | 1970     | 1979     | 1989     | 2002     | 2006     | 2010     | 2011     |
| -------- | -------- | -------- | -------- | -------- | -------- | -------- | -------- | -------- |
| 57 895   | ↗65 573  | ↗108 035 | ↘83 680  | ↗91 851  | ↗107 189 | ↘107 008 | ↘106 130 | ↘106 032 |
| 2012     | 2013     | 2014     | 2015     | 2016     | 2017     | 2018     | 2019     | 2020     |
| ↗106 928 | ↗108 301 | ↗109 292 | ↗110 262 | ↗111 186 | ↗111 544 | ↘110 447 | ↘109 282 | ↘108 360 |
| 2021     | 2023     | 2025     |          |          |          |          |          |          |
| ↘106 652 | ↘105 947 | ↘105 363 |          |          |          |          |          |          |

Население района на 1 января 2006 года составило 107 008 человек. Из них 50,6 % — городские жители и 49,4 % — сельские жители. Среди всего населения мужчины составляют — 46,9 %, женщины — 53,9 %. Женского населения фертильного возраста — 28 396 человек (50,0 % от общей численности женщин). Дети от 0 до 17 лет — 23 199 человек (21,7 % всего населения), взрослых — 83 809 человек (78,3 %). В общей численности населения 65 354 (61,1 %) — лица трудоспособного возраста, 21,4 % — пенсионеры.
Национальный состав
По итогам переписи населения 2020 года проживали следующие национальности (национальности менее 0,1 % и другое см. в сноске к строке «Другие»):
| Национальность | Численность, чел. | Доля     |
| -------------- | ----------------- | -------- |
| Русские        | 101 506           | 95,17 %  |
| Армяне         | 2259              | 2,12 %   |
| Украинцы       | 480               | 0,45 %   |
| Татары         | 210               | 0,20 %   |
| Азербайджанцы  | 178               | 0,17 %   |
| Лезгины        | 139               | 0,13 %   |
| Грузины        | 135               | 0,13 %   |
| Табасараны     | 125               | 0,12 %   |
| Другие         | 1620              | 1,51 %   |
| Итого          | 106 652           | 100,00 % |

## Административно-муниципальное устройство
В рамках административно-территориального устройства края, Тимашёвский район включает 1 город районного подчинения и 9 сельских округов.
В рамках организации местного самоуправления в Тимашёвский район входят 10 муниципальных образований нижнего уровня, в том числе 1 городское и 9 сельских поселений: 

| №        | Муниципальное образование | Административный центр   | Количество населённых пунктов | Население (чел.) | Площадь (км²) |
| -------- | ------------------------- | ------------------------ | ----------------------------- | ---------------- | ------------- |
| 1e-06    | Городское поселение       |                          |                               |                  |               |
| 1        | Тимашёвское               | город Тимашёвск          | 2                             | ↘51 522          | 187,30        |
| 1.000002 | Сельские поселения        |                          |                               |                  |               |
| 2        | Дербентское               | хутор Танцура-Крамаренко | 6                             | ↘3382            | 86,65         |
| 3        | Днепровское               | станица Днепровская      | 7                             | ↘5719            | 122,04        |
| 4        | Кубанец                   | хутор Беднягина          | 1                             | ↗2750            | 72,82         |
| 5        | Медвёдовское              | станица Медвёдовская     | 3                             | ↘18 527          | 280,92        |
| 6        | Незаймановское            | хутор Незаймановский     | 3                             | ↘2450            | 129,46        |
| 7        | Новокорсунское            | станица Новокорсунская   | 2                             | ↘5131            | 129,29        |
| 8        | Новоленинское             | хутор Ленинский          | 5                             | ↘3503            | 90,61         |
| 9        | Поселковое                | посёлок Советский        | 6                             | ↘3424            | 170,15        |
| 10       | Роговское                 | станица Роговская        | 6                             | ↘9539            | 237,19        |

## Населённые пункты
Всего на территории района находится 41 населённый пункт, в том числе город и 40 сельских населённых пунктов:
| №  | Населённый пункт   | Тип     | Население | Муниципальное образование         |
| -- | ------------------ | ------- | --------- | --------------------------------- |
| 1  | Тимашёвск          | город   | ↘51 101   | Тимашёвское городское поселение   |
| 2  | Барыбинский        | хутор   | ↘280      | Новоленинское сельское поселение  |
| 3  | Беднягина          | хутор   | ↗2750     | Кубанец, сельское поселение       |
| 4  | Большевик          | хутор   | ↗449      | Медведовское сельское поселение   |
| 5  | Греблянский        | хутор   | ↗205      | Новоленинское сельское поселение  |
| 6  | Дербентский        | хутор   | ↗250      | Дербентское сельское поселение    |
| 7  | Димитрова          | хутор   | ↗407      | Днепровское сельское поселение    |
| 8  | Днепровская        | станица | ↘3103     | Днепровское сельское поселение    |
| 9  | Калинина           | хутор   | ↘392      | Днепровское сельское поселение    |
| 10 | Карла Маркса       | хутор   | ↘96       | Днепровское сельское поселение    |
| 11 | Кирпичный          | посёлок | ↗124      | Тимашёвское городское поселение   |
| 12 | Комсомольский      | посёлок | ↘804      | Поселковое сельское поселение     |
| 13 | Красноармейский    | хутор   | ↗158      | Новокорсунское сельское поселение |
| 14 | Красноармейский    | посёлок | ↘162      | Поселковое сельское поселение     |
| 15 | Красный            | посёлок | ↘180      | Поселковое сельское поселение     |
| 16 | Красный            | хутор   | ↗385      | Роговское сельское поселение      |
| 17 | Крупской           | хутор   | ↘199      | Днепровское сельское поселение    |
| 18 | Кубанский          | хутор   | ↘12       | Роговское сельское поселение      |
| 19 | Ленина             | хутор   | ↗566      | Днепровское сельское поселение    |
| 20 | Ленинский          | хутор   | ↘665      | Медведовское сельское поселение   |
| 21 | Ленинский          | хутор   | ↗1845     | Новоленинское сельское поселение  |
| 22 | Лютых              | хутор   | ↘200      | Дербентское сельское поселение    |
| 23 | Медвёдовская       | хутор   | ↗17 404   | Медведовское сельское поселение   |
| 24 | Мирный             | хутор   | ↘539      | Дербентское сельское поселение    |
| 25 | Можарийский        | хутор   | ↘34       | Незаймановское сельское поселение |
| 26 | Незаймановский     | хутор   | ↘1809     | Незаймановское сельское поселение |
| 27 | Некрасова          | хутор   | ↗159      | Роговское сельское поселение      |
| 28 | Новокорсунская     | станица | ↗5012     | Новокорсунское сельское поселение |
| 29 | Новый              | хутор   | ↗605      | Новоленинское сельское поселение  |
| 30 | Новый              | посёлок | ↘85       | Поселковое сельское поселение     |
| 31 | Октябрьский        | посёлок | ↘224      | Поселковое сельское поселение     |
| 32 | Ольховский         | хутор   | ↗1020     | Днепровское сельское поселение    |
| 33 | Привокзальный      | хутор   | ↘186      | Роговское сельское поселение      |
| 34 | Причтовый          | хутор   | ↗148      | Роговское сельское поселение      |
| 35 | Рашпиль            | хутор   | ↗283      | Новоленинское сельское поселение  |
| 36 | Роговская          | станица | ↗8233     | Роговское сельское поселение      |
| 37 | Садовый            | хутор   | ↘519      | Дербентское сельское поселение    |
| 38 | Советский          | посёлок | ↘1931     | Поселковое сельское поселение     |
| 39 | Стринский          | хутор   | ↘598      | Незаймановское сельское поселение |
| 40 | Танцура-Крамаренко | хутор   | ↘1403     | Дербентское сельское поселение    |
| 41 | Тополи             | хутор   | ↗150      | Дербентское сельское поселение    |

## Экономика
Тимашёвский район экономически развитый агропромышленный район Кубани. В районе действуют 55 крупных предприятий, из них 16 бюджетообразующих, более 1200 предприятий малого и среднего бизнеса, около 200 предприятий торговли и общественного питания, 364 крестьянско-фермерских хозяйства.
Производство и переработка сельскохозяйственной продукции являются приоритетными направлениями развития района. Аграрный сектор экономики является основным социально значимым и от его деятельности напрямую зависит деятельность перерабатывающего комплекса.
По итогам 2007 года, производство зерна составило более 300 тысяч тонн, подсолнечника — 40 тысяч тонн, сахарной свёклы — около 100 тысяч тонн. Валовое производство молока составляет 46 тысяч тонн.

## Достопримечательности
- Дом-музей Епистинии Федоровны Степановой, восемь сыновей которой погибли на фронтах войн XX века.
- Мужской Свято-Духов монастырь Ейской епархии Русской православной церкви, открытый в 1992 году.